# 真柄隆基
真柄 隆基（まがら たかもと）は、戦国時代の武将。朝倉氏の家臣。

## 人物
父・真柄直隆や叔父・真柄直澄と同じく、大太刀を振るう怪力無双の者だったとされる。足利義昭が朝倉義景を頼って一乗谷に来た際、御前で黒い卵形の大石を数十回空へ向けて投げ飛ばし、豪傑ぶりを披露したという。
元亀元年（1570年）、姉川の戦いでは父と共に奮戦するも、父の死を知ると、その最期を見届けようと引き返したが、斬られて死亡したという。『寛政重修諸家譜』によれば、徳川家康に仕えていた青木一重が「真柄十郎左衛門直隆が男十郎某」と槍を合わせて討ち取ったとある。真柄（十郎）は「勇力の士」であったため、青木の武名は広く知られたという。
朝倉氏滅亡後の天正11年（1583年）に「真柄加介」宛てに丹羽長秀から知行安堵状が発給されており、一族はその後も存続していることが窺われる。